# 仰木魯堂
仰木魯堂（おうぎ ろどう、文久3年（1863年） - 昭和16年（1941年）9月20日）は大正、昭和初期の茶人、建築家。本名は敬一郎。数寄屋建築で知られる。弟に木工家仰木政斎がいる。主な作品に団琢磨邸、高橋箒庵邸、東京護国寺の多宝塔や茶室などがある

## 生涯
文久3年（1863年）、後の福岡県遠賀郡長津村（福岡県中間市東中間）に仰木久太郎、カ子（かね）の長男として生まれた。同地には現在も仰木姓が多いという。幼少時より木や竹細工に携わった。学歴はなく、下関で杉孫七郎に建築を学んだと考えられる。
一度上京するも、働き口がなく家に戻る。明治33年、（1900年）16歳差の弟政吉と再び上京し、指物職人の許に住み込んだ。明治39年（1906年）、京橋区南鞘町（中央区京橋一・二丁目）に家を構え、鈴木甚三、藤井茂吉と建築事業を立ち上げた。翌年には楓川沿岸の竹河岸に仰木建築事務所を設立した。
主に三井財閥系の茶人と交友を持ち、茶会を催す傍ら、中野忠太郎（中野武営か）、益田孝、團琢磨、馬越恭平、小林一三、福井菊三郎等の東京や湘南方面の本邸、別邸、茶室等の設計に携わった。
大正9年（1920年）には原宿の團邸近く千駄ヶ谷に転居し、同人の美術品の蒐集に関わった。大正末年からは高橋義雄による護国寺再興に当たり、多宝塔や茶室群を任された。
晩年は松永安左ヱ門耳庵に身を寄せた。昭和16年（1941年）9月20日、葉山町森戸神社の草庵にて胃癌のため死去。

## 主な作品
松の茶屋田舎家
大正3年（1914年）頃、三井合名会社有賀長文別荘として建てられた。戦時中に室町三井家が疎開先として購入、後に旅館として利用された。現在三井文庫所有。平成24年（2012年）登録有形文化財。
不染庵
大正5年（1916年）、三井物産益田孝による茶苑白雲洞に建てられた。現在強羅公園内にある。
寸暇楽庵
大正6年（1917年）頃、奥多摩町に自らの別荘として建築された。昭和3年（1928年）フィラデルフィア美術館に売却され、昭和32年（1957年）同館2階に復元された。
香林院茶室
大正8年（1919年）、渋谷区広尾祥雲寺旧塔頭香林院に自身の茶室として建築された。渋谷区指定文化財。
旧団琢磨別邸
大正14年（1925年）團琢磨の別荘として仙石原2万坪の敷地内に建築された木造洋館。戦時中は団の息子らの疎開先に使われ、長男が改築増築して1957年に箱根ハイランドホテルとして開業、1977年に小田急電鉄傘下となり建て替えられた。現小田急リゾーツ箱根ハイランドホテル。
伸庵

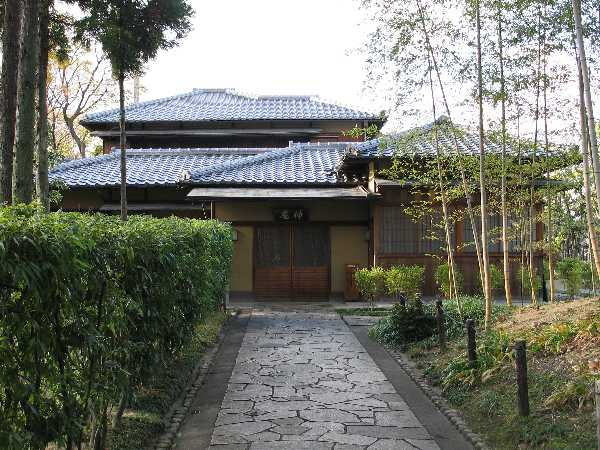
大仙公園伸庵

昭和4年（1929年）川辺太郎邸として建築された。後に福助辻本氏の手に渡り、昭和55年（1980年）堺市に寄贈され、堺市博物館大仙公園に移築された。平成15年（2003年）登録有形文化財。
旭化成芝寮
昭和2年（1927年）、三井物産岩原謙三邸として建てられた。後に旭化成の手に渡ったが、平成15年（2003年）、虎ノ門タワーズ建設に伴い解体された。
旧木村家住宅主屋
昭和5年（1930年）頃、伊豆河津町に団琢磨と三菱財閥木村久寿弥太により建築された。現在喫茶店として活用されている。平成23年（2011年）登録有形文化財。
而生庵

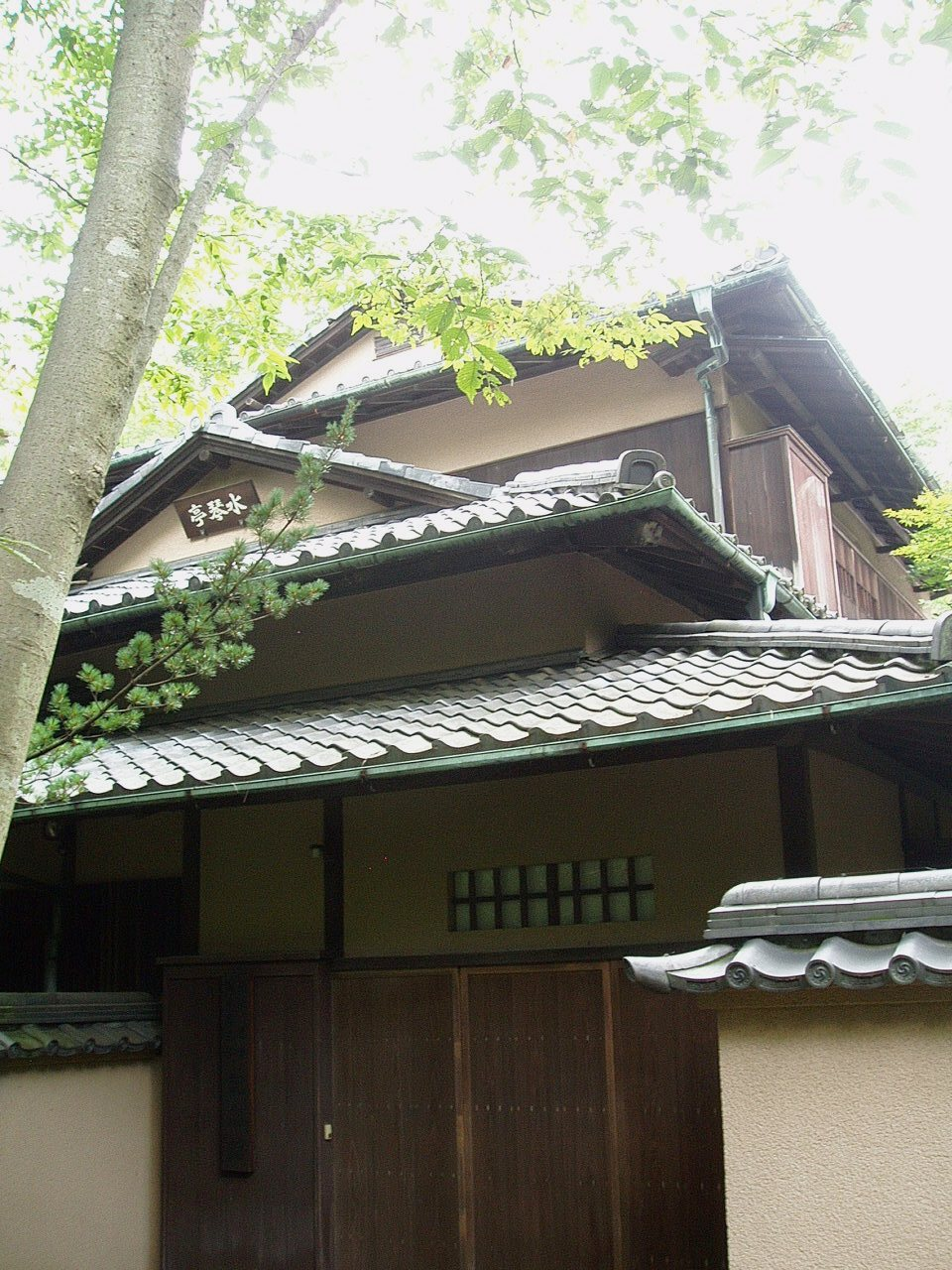
創造学園大学水琴亭

昭和10年（1935年）、井の頭に吉田露香邸として建てられた。後六本木水戸幸邸となり、平成2年（1990年）に魯堂の高弟藤井喜三郎の整備になる高崎芸術短期大学中山キャンパス水琴亭に移築された。同校は後に創造学園大学となった。平成13年（2001年）登録有形文化財。平成24年（2012年）学校法人堀越学園の破産が決定し、存続が危ぶまれている。
完之荘
昭和10年代、団琢磨の娘婿日本石油小倉房蔵の別荘として、飛騨高山の古民家を移築して渋谷に建てられた。昭和27年（1952年）早稲田大学に寄贈、現在大隈庭園内にある。